# Theodor Litt
Theodor Litt (Düsseldorf, 1880 — Bonn, 1962) va ser un filòsof i pedagog alemany. Va ser professor a Bonn (1919-20 i 1947-51) i a Leipzig (1920-31). Va interessar-se per la pedagogia centífico-espiritual i la personalitat i va publicar estudis sobre l'individu i les seves interaccions amb el context historicocultural. Va escriure Individuum und Gemeinschaft (‘Individu i comunitat’, 1919).